# Johannes Kessel
Johannes Kessel (28 października 1989) – niemiecki zapaśnik walczący w stylu wolnym. Zajął dwudzieste miejsce na mistrzostwach świata w 2010. Dwunasty na mistrzostwach Europy w 2010. Brązowy medalista igrzysk wojskowych w 2015 i wojskowy mistrz świata w 2014 i drugi w 2016. Mistrz Niemiec w 2012; drugi w 2009, 2013 i 2015, a trzeci w 2008, 2014 i 2017 roku.